# Gottlieb
Gottlieb a fost o companie mare din America de Nord focalizată pe fabricarea de jocuri arcade, precum Ace High (1956) sau Genie (1977), inițiată în Chicago, Illinois. Compania a fost înainte cunoscută ca D. Gottlieb & Co. Compania s-a închis în anul 1996. Compania a devenit activă ca companie de divertisment în San Francisco, California, Statele Unite în 1980, dar Compania a fost restructurată în 1997.

## Joc video
Un joc video, Pinball Hall Of Fame:The Gottlieb Collection a fost creat în 2004 de către Crave Entertainment și Farsight Studios pe PS2 și PSP, conținând majoritatea dintre mașinile pinball Gottlieb cu flippere.